# Step (Rússia)
|  | No s'ha de confondre amb Step. |

Step - Степь (rus) - és un poble (un khútor) de l'óblast de Bélgorod, a Rússia. El 2016 tenia 4 habitants. Pertany al districte (raion) de Gubkin.